# Вена Кава
Вена Кава (англ. Vena Kava; нар. 2 листопада 1986, Закопане, Польща) — американська художниця, відома переважно своєю фантастичною художньою фотографією та змішаною технікою, співом і роботою моделлю. Спочатку Кава в престижному Інституті мистецтв Сан-Франциско вивчала експериментальне кіно. Зараз Кава живе в Монреалі, Канада.

## Перші роки
Вена Кава народилася в Закопане, Польща, де провела більшу частину свого раннього дитинства. Коли їй було 7 років, її родина переїхала до Сполучених Штатів, де вони живуть досі.

## Кіновиробництво
У коледжі Кава зацікавилася образотворчим мистецтвом та почала малювати, відвідуючи уроки в Школі дизайну Род-Айленда. Розчарувавшись у тому, що вона вважала обмеженням живопису, вона покинула школу дизайну та переїхала до Бостона, щоб вступити до коледжу Емерсона за спеціальністю кіновиробництво. Того ж року, розчарувавшись новою програмою, Кава переїхала до Сан-Франциско і зайнялася експериментальним та авангардним кіновиробництвом. Вона вирішила, що Інститут мистецтв Сан-Франциско, школа, відома своїм невимушеним ставленням до мистецтва, була єдиною школою в Америці, яка може запропонувати їй гнучкість, необхідну їй для реалізації її бажання справжніх експериментів: «У Сан-Франциско я відчула стільки потенціалу, що мистецька сцена Східного узбережжя в цей час не дуже працювала на мене».
Решту своєї кар'єри в коледжі вона зосередилася на кіновиробництві, перебуваючи під сильним впливом режисера Кеннета Енгера з такими фільмами, як «Воскресіння Люцифера», «Закликання мого брата-демона», «Зростання Скорпіона», а також режисера Джорджа Кучара, який викладав у Інституті мистецтв Сан-Франциско. Вона також почала відвідувати доступні в школі уроки New Genre. Це коротке дослідження відкрило двері та привело Вену Каву у світ перформансу.

## Нагороди
У 2005 році Кава отримала один із престижних грантів STAND від Film Arts Foundation для незалежного кіно. Вона зняла короткометражний експериментальний фільм «Вона пускає дим», на який сильно вплинув Кеннет Енгер і який висвітлив деякі з її ранніх розчарувань і особистих конфліктів.

## Музика
Першим гуртом Кави був WhipKraft із Сан-Франциско, у якому вона керувала, виступала та співала. Гурт випустив гот/метал/експериментальний альбом під назвою «Welcome to the Chapel Perilous». Коли вона жила в Бостоні, вона перейменувала гурт Death Meta у WhipKraft у Killing Moon. У свій вокальний стиль Кава включила дет-гроул, що також стало великим хітом серед її шанувальників.
У 2012 році Вена Кава переїхала до Монреаля, Канада, де зараз є вокалісткою блек-метал-гурту Aversion.

## Фотографія
Маючи любов до всього мистецтва, Кава експериментувала із багатьма жанрами мистецтва, але лише деякі з них вона обрала на тривалий час. Одним із них була фотографія, коли Кава відкрила красу нерухомого зображення. «[Я] відчуваю, що останнім часом усе рухається так швидко, рік за роком, навіть плівка надто швидка для мене. 24 кадри в секунду — це багато кадрів для ока. Фотографія була ідеальною, я можу медитувати над одним кадром днями і навіть місяцями». Кава зазвичай працює, фотографуючи себе в різноманітних костюмах, під сильним впливом фотографа Сінді Шерман.